# 我的国家 (浏览器)
我的国家（英語：Naenara、： Naenara）是由朝鲜计算机研究中心为光明网而开发的朝鲜内联网网页浏览器。它是基于火狐3.5版本开发的，与朝鲜开发的基于Linux的操作系统红星操作系统一同发布。

## 特性
我的国家浏览器是由朝鲜计算机研究中心为光明网而开发的朝鲜内联网网页浏览器，被认为是在火狐3.5版本上进行修改的一个网页浏览器。该浏览器是唯一一个与红星操作系统一同发布的软件。朝鲜计算机研究中心在其官网上称该浏览器正寻求基于Linux开发的软件来使用。通过我的国家浏览器，可进入光明网内的1000至5500个网站。
当任何一位用户打开我的国家浏览器时，该浏览器将自动尝试联络http://10.76.1.11/的IP地址。虽然该浏览器是专为光明网设计的浏览器，但其默认的搜索引擎为朝鲜语版的Google搜索。